# Выборы президента США в Миссисипи (2024)
Вы́боры Президе́нта США 2024 го́да в Миссиси́пи прошли во вторник, 5 ноября 2024 года. В них приняли участие все 50 штатов, а также округ Колумбия. Избиратели Миссисипи выбирали выборщиков, которые будут представлять их в Коллегии выборщиков, путём всенародного голосования. Миссисипи имеет 6 голосов выборщиков в Коллегии выборщиков после перераспределения в результате переписи населения США 2020 года (штат сохранил имевшееся ранее количество голосов).

## Внутрипартийные выборы
Праймериз обеих партий состоялись 12 марта 2024 года.

### Праймериз Демократической партии
| Кандидат            | Голоса | %    | Делегаты |
| ------------------- | ------ | ---- | -------- |
| Джо Байден          | 87 922 | 98,7 | 35       |
| Вписанные кандидаты | 1187   | 1,3  | 0        |
| Всего               | 89 109 | 100  | 35       |

### Праймериз Республиканской партии
| Кандидат                 | Голоса  | %    | Делегаты |
| ------------------------ | ------- | ---- | -------- |
| Дональд Трамп            | 229 198 | 92,5 | 40       |
| Никки Хейли (снялась)    | 13 437  | 5,4  | 0        |
| Рон Десантис (снялся)    | 4042    | 1,6  | 0        |
| Вивек Рамасвами (снялся) | 1096    | 0,4  | 0        |
| Всего                    | 247 773 | 100  | 40       |

## Всеобщие выборы

### Предвыборная статистика
Обозначения:
- Р — равенство
- НП — небольшое преимущество
- ДП — достаточное преимущество
- СП — существенное, но преодолимое преимущество
- ОП — огромное преимущество

| Источник              | Рейтинг | По состоянию на: |
| --------------------- | ------- | ---------------- |
| Cook Political Report | ОП (Р)  | 19 декабря 2023  |
| Inside Elections      | ОП (Р)  | 26 апреля 2023   |
| Sabato's Crystal Ball | ОП (Р)  | 29 июня 2023     |
| DDHQ/The Hill         | ОП (Р)  | 14 декабря 2023  |
| CNalysis              | ОП (Р)  | 30 декабря 2023  |
| CNN                   | ОП (Р)  | 14 января 2024   |
| The Economist         | ОП (Р)  | 12 июня 2024     |
| 538                   | СП (Р)  | 11 июня 2024     |
| RCP                   | ОП (Р)  | 26 июня 2024     |

### Опросы
Дональд Трамп vs. Камала Харрис